# Titularbistum Perta
Perta ist ein Titularbistum der römisch-katholischen Kirche. Es geht zurück auf ein früheres Bistum der antiken Stadt Perta in der kleinasiatischen Landschaft Lykaonien im Süden der heutigen Türkei, das der Kirchenprovinz Iconium angehörte.
| Titularbischöfe von Perta |                          |                                                    |                |                   |
| Nr.                       | Name                     | Amt                                                | von            | bis               |
| 1                         | Job Chen Chi-ming CM     | Apostolischer Vikar von Chengting (Republik China) | 5. Januar 1939 | 11. April 1946    |
| 2                         | Joseph Angel Poli OFMCap | emeritierter Bischof von Allahabad (Indien)        | 11. Juli 1946  | 19. November 1965 |